# Jörg Steinbach

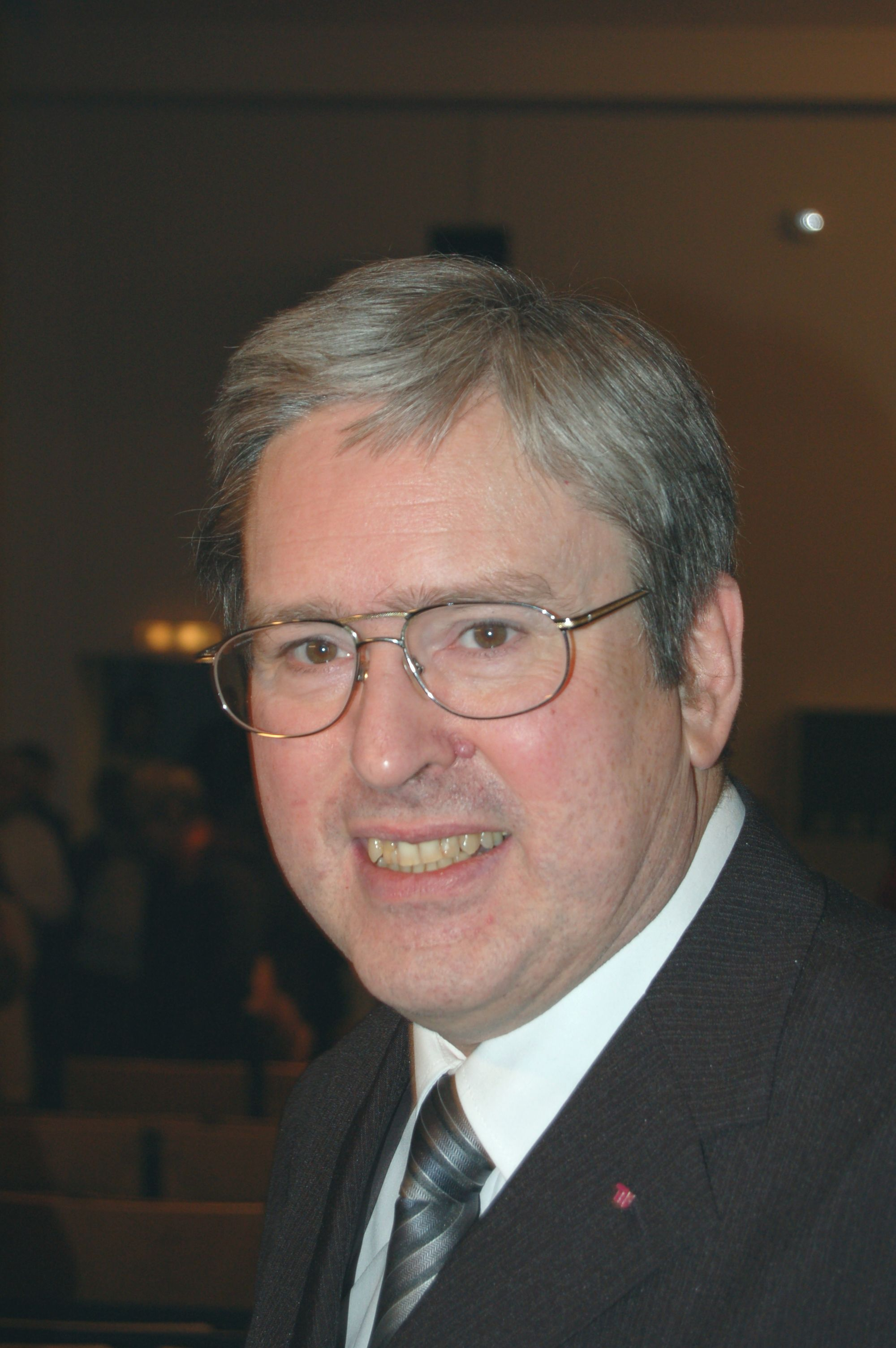
Jörg Steinbach (2010)

Jörg Steinbach (* 28. Mai 1956 in West-Berlin) ist ein deutscher Chemieingenieur und Politiker (SPD). Von 2018 bis 2024 war er brandenburgischer Wirtschaftsminister.

## Leben

### Ausbildung und Beruf
Steinbach studierte in den Jahren 1975–1981 an der Technischen Universität Berlin Chemie, promovierte in den Jahren 1981–1985 am dortigen Institut für Technische Chemie und habilitierte sich 1994 (Venia legendi: Technische Chemie). Er war in den Jahren 1985–1996 für die Schering AG tätig.
Steinbach wurde 1996 zum Professor für Anlagen- und Sicherheitstechnik an seine Alma Mater berufen. Schwerpunkt seines dortigen Fachgebiets ist die Auslegung von Anlagen und Anlagenkomponenten sowie die sichere Handhabung von Stoffen und Gemischen, außerdem die Identifizierung, Abschätzung und Beurteilung der Risiken in der verfahrenstechnischen Industrie sowie die Berücksichtigung des menschlichen Verhaltens beim Betrieb verfahrenstechnischer Anlagen.
Steinbach war seit 2002 der Erste Vizepräsident der Technischen Universität Berlin.
Er war Vorstandsmitglied der DECHEMA-Fachsektion „Sicherheitstechnik“ und Mitglied des „Technischen Ausschusses für Anlagensicherheit“ beim Bundesumweltministerium.
Steinbach hat führende Funktionen in Organisationen der Ingenieurausbildung ausgeübt. Seit 2003 ist er Vorstandsvorsitzender von Uni-assist (Arbeits- und Servicestelle für Internationale Studienbewerbungen). Er war von 2006 bis 2007 Vize-Präsident und von 2007 bis 2009 Präsident der Europäischen Gesellschaft für Ingenieur-Ausbildung. Seit 2007 ist Steinbach Vorstandsmitglied von ASIIN (Akkreditierungsagentur für Studiengänge der Ingenieurwissenschaften, der Informatik, der Naturwissenschaften und der Mathematik e. V.) und Vorstandsvorsitzender des Akkreditierungsverbund für Ingenieurstudiengänge e. V. 2013 erhielt er die Ehrendoktorwürde der City University London und der National University of Water Management and Nature Resources Use in Riwne (Ukraine). Er war von 2010 bis Ende März 2014 Präsident der Technischen Universität Berlin und von Juli 2014 bis September 2018 Präsident der BTU Cottbus-Senftenberg.

### Politik
Seit November 2018 ist er Mitglied der SPD.

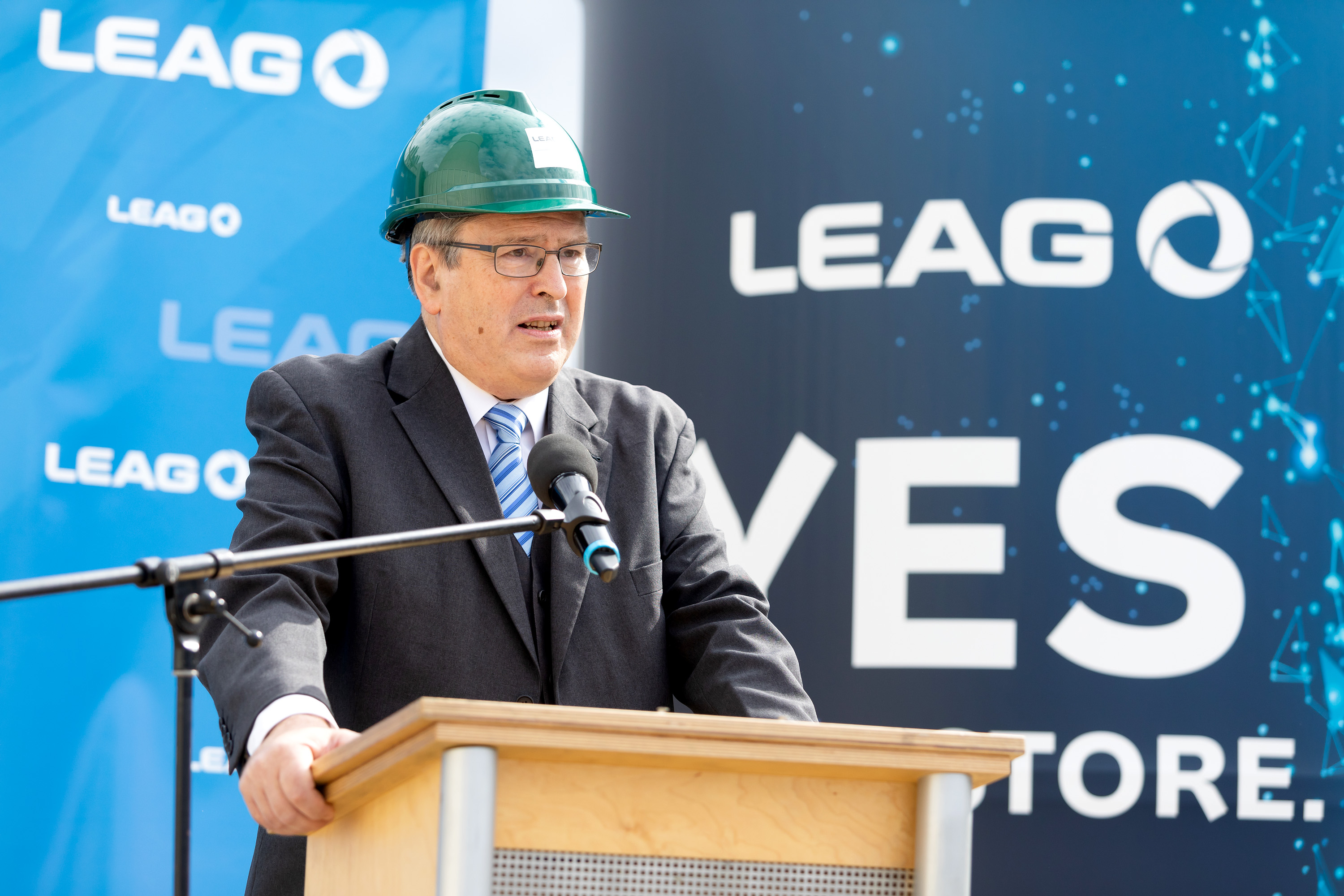
Steinbach bei der Eröffnung eines Batterie-Speicherkraftwerks in der Lausitz

Am 19. September 2018 wurde er als Nachfolger des zurückgetretenen Albrecht Gerber im Kabinett Woidke II Minister für Wirtschaft und Energie des Landes Brandenburg. Nach der Landtagswahl in Brandenburg 2019 wurde er am 20. November 2019 als Minister für Wirtschaft, Arbeit und Energie im Kabinett Woidke III vereidigt.
Im November 2024 teilte Steinbach mit, dass er einer möglichen Regierung mit dem Bündnis Sahra Wagenknecht nicht angehören werde, und begründete dies mit deren grundsätzlich anderen politischen Auffassungen sowie mit privaten Gründen. Mit der Bildung des Kabinetts Woidke IV am 11. Dezember 2024 schied er aus dem Ministeramt aus.

### Familie
Jörg Steinbach ist verheiratet und hat drei Söhne.